# Europäisches Astronautenkorps

Das ESA-Logo

Das Europäische Astronautenkorps ist die Gruppe der aktiven Astronauten der europäischen Weltraumorganisation (ESA). Hauptsitz des Korps, das derzeit aus 7 Mitgliedern besteht, ist das Europäische Astronautenzentrum in Köln. Oft sind die Astronauten aber an verschiedenen Orten in der Welt eingesetzt, z. B. beim Europäischen Weltraumforschungs- und Technologiezentrum (ESTEC) in Noordwijk, am Johnson Space Center der NASA in Houston, oder am Juri-Gagarin-Kosmonautentrainingszentrum im russischen Sternenstädtchen.

## Geschichte

### ESA-Astronauten vor dem Europäischen Astronautenkorps
Die ESA begann ihr bemanntes Raumflugprogramm mit Spacelab, für das 1978 die ersten ESA-Astronauten ausgewählt wurden. Die ersten drei Astronauten, die ausgewählt wurden, waren der Deutsche Ulf Merbold, der Niederländer Wubbo Ockels und der Schweizer Claude Nicollier.
Ulf Merbold flog 1983 mit der Space-Shuttle-Mission STS-9 als erster ins All. Wubbo Ockels flog zwei Jahre später. Claude Nicollier musste 14 Jahre auf seine erste Mission STS-46 warten, inzwischen hat er aber mit vier Raumflügen die anderen überholt.
Die zweite ESA-Auswahl erfolgte 1992 aufgrund zweier großer ESA-Projekte: Hermes (inzwischen eingestellt) und Columbus. Mehr als 22.000 Interessenten und davon 5.500 ernsthafte Kandidaten gab es für diese Astronautenauswahl. Sechs Kandidaten wurden schließlich ausgewählt, inklusive eines bereits von der französischen Raumfahrtbehörde CNES ausgewählten Astronauten: Jean-François Clervoy aus Frankreich. Die anderen fünf waren Thomas Reiter aus Deutschland, Maurizio Cheli aus Italien (1996 ausgeschieden), Pedro Duque aus Spanien, Christer Fuglesang aus Schweden und die erste Frau, Marianne Merchez aus Belgien, die aber bald wieder ausschied und nicht in den Weltraum flog.

### Gründung des Europäischen Astronautenkorps
Am 25. März 1998 entschied der ESA-Ministerrat, ein gemeinsames Europäisches Astronautenkorps zu bilden. Das Ziel war die Verbesserung der Organisation innerhalb des Programms für die Internationale Raumstation (ISS). Deutschland und Frankreich, die als einzige europäische Länder ein eigenes Astronautenkorps hatten, erachteten die Fusion als notwendigen Schritt um die Koordination der Astronauten zu optimieren. Die Entscheidung des ESA-Ministerrats beinhaltete die Schaffung eines Korps mit 16 Astronauten (jeweils vier aus Deutschland, Frankreich und Italien und vier für die anderen Mitgliedstaaten). Der Integrationsprozess sollte mit der Auflösung der nationalen Astronautenkorps bis Ende Juni 2000 einhergehen. Die Vereinbarung schließt nicht aus, dass ein Mitgliedstaat für ein nationales Raumfahrtprojekt auf Astronauten des Europäischen Astronautenkorps zurückgreifen kann. Weitere Astronauten kamen in den Jahren von 1998 bis 2000 zum Europäischen Astronautenkorps.

### Astronauten-Auswahl 2009
Am 10. April 2008 gab die ESA bekannt, dass eine Vergrößerung der Astronautengruppe, die inzwischen auf acht Mitglieder geschrumpft war, geplant sei. Bewerben konnten sich vom 19. Mai bis 18. Juni 2008 Personen aus allen 17 Mitgliedstaaten der ESA. Bis zum Bewerbungsschluss waren 8413 ernsthafte Bewerbungen aus allen ESA-Mitgliedsländern eingetroffen. Davon kamen 22,1 % aus Frankreich, 21,6 % aus Deutschland, 11,0 % aus Italien und 4,2 % aus der Schweiz. Von allen Bewerbungen waren nur 1430 von Frauen. Nachfolgend wurden 918 Personen für den psychologischen Test der ersten Stufe ausgewählt, von denen 192 eine Einladung zur zweiten Teststufe bekamen. Die neue Astronautengruppe wurde am 20. Mai 2009 im ESA-Hauptquartier in Paris der Öffentlichkeit vorgestellt. Als neue Astronauten begannen die Italienerin Samantha Cristoforetti, der Deutsche Alexander Gerst, der Däne Andreas Mogensen, der Italiener Luca Parmitano, der Brite Timothy Peake und der Franzose Thomas Pesquet die Grundausbildung, um ab 2013 Missionen zur ISS und eventuell auch zum Mond zu bestreiten.

### Astronauten-Auswahl 2022

#### Bewerbungen und Auswahl
Bewerbungen für eine neue Auswahlrunde konnten zwischen dem 31. März und 18. Juni 2021 eingereicht werden. Die Abgabefrist war verlängert worden, weil Litauen den Status eines assoziierten Mitglieds bekommen hatte. Hierfür gingen 22.523 Bewerbungen ein, wovon 1361 Bewerber (530 Frauen und 831 Männer) aus allen ESA-Mitgliedstaaten in die engere Wahl genommen wurden. Erstmals wurden auch Bewerber mit körperlichen Einschränkungen zugelassen, wenn die Beine unterhalb des Knies betroffen waren, sie über eine Beinlängendifferenz verfügten oder eine Körpergröße von unter 130 cm hatten. Hierzu gingen weitere 257 Bewerbungen ein, wovon 27 Bewerber in die nächste Runde kamen.
Die erfolgreichen Bewerber wurden am 23. November 2022 der Öffentlichkeit vorgestellt, insgesamt sind es 17 Personen. Davon sind fünf „Karriereastronauten“, die für bemannte Raumfahrten ausgebildet werden: die französische Helikopterpilotin Sophie Adenot, der spanische Luft- und Raumfahrttechniker Pablo Álvarez Fernández, die britische Astrophysikerin Rosemary Coogan, der belgische Neurowissenschaftler Raphaël Liégeois und der schweizerische Mediziner Marco Sieber.
Weitere elf Personen wurden als „Reserveastronauten“ ausgewählt. Sie haben keinen permanenten Vertrag mit der ESA sollten und in ihren jeweiligen Berufen weiterarbeiten: die Deutschen Nicola Winter und Amelie Schoenenwald, die Österreicherin Carmen Possnig, die Italiener Anthea Comellini und Andrea Patassa, die Britin Meganne Christian, die Spanierin Sara García Alonso, der Franzose Arnaud Prost, der Tscheche Aleš Svoboda, der Pole Sławosz Uznański und der Schwede Marcus Wandt. Ebenfalls ausgewählt wurde der Brite John McFall, der als erster „Parastronaut“ den Weg zur Inklusion in der Raumfahrt mitgestalten soll.

#### Ausbildung und Flugnominierungen
Die fünf Astronautenanwärter Adenot, Álvarez Fernández, Coogan, Liégeois und Sieber begannen ihre Grundausbildung im März 2023 und schlossen sie im April 2024 ab. Ihre ersten Raumflüge werden laut dem Chef des Europäischen Astronautenzentrums, Frank De Winne, wahrscheinlich zur Internationalen Raumstation führen, während die dienstälteren Astronauten Teil des Artemis-Programms werden könnten. Die ersten Flugnominierungen erhielten Adenot und Liégois, die jeweils im Jahr 2026 einen Flug zur ISS antreten sollen. Adenot soll als Erste der Gruppe starten. Alle Mitglieder der Auswahl 2022 sollen vor 2030 zur Raumstation fliegen.

#### Projektastronauten
In einer neuen Entwicklung begann die ESA 2023 damit, Astronauten für privat organisierte Raumflüge zur ISS auszubilden. Zuvor waren ESA-Astonauten als Teil von Partnerschaften mit anderen Raumfahrtorganisationen, etwa der NASA, für Missionen nominiert worden. Die privaten Raumflüge, etwa durchgeführt vom Unternehmen Axiom Space, sind dabei laut Frank De Winne komplementär zu den Langzeitmissionen der ESA gedacht. Sie gehen auf die Initiative von einzelnen Mitgliedsstaaten zurück, die Interesse an bemannten Raumflügen bekunden und diese finanzieren. Die ESA fungiert dabei als „crew provider“ (engl.: „Besatzungsvermittler“), das heißt die Astronauten sind für die Vorbereitung und Dauer ihrer Mission als sogenannte „project astronauts“, also „Projekt-Astronauten“ Teil des Astronautenkorps. Parallel schlossen die ESA-Mitglieder Italien und Ungarn Verträge für bemannte Raumflüge von nationalen Astronauten, ohne die ESA einzubinden.
Marcus Wandt wurde von der ESA und der schwedischen Raumfahrtagentur im Juni 2023 als Besatzung eines Fluges des privaten Unternehmens Axiom Space zur Internationalen Raumstation bekannt gegeben. Er war von 1. Juni 2023 bis zum Ende seiner Mission im Februar 2024 als Projektastronaut Teil des Astronautenkorps. Er ist damit der erste Astronaut der Auswahl 2022 der eine Mission durchgeführt hat. Es handelte sich dabei um einen verhältnismäßig kurzen Aufenthalt von 21 Tagen mit dem Flug Ax-3.
Der zweite Projekt-Astronaut wurde Sławosz Uznański, der ebenfalls zuvor Teil der Astronautenreserve war und mit einem Axiom-Flug zur ISS fliegen soll. Er ist seit 1. September 2023 Mitglied des Astronautenkorps.
Auch Großbritannien hat einen Axiom-Flug gekauft, dabei ist eine komplett britische Besatzung vorgesehen. Laut Andrew Parsonson könnten hierbei ebenfalls Reserveastronauten fliegen.

## Mitglieder
Das Europäische Astronautenkorps bestand im Mai 2024 aus 11 Raumfahrern: je zwei aus Deutschland, Italien und Frankreich sowie je einem aus Belgien, Dänemark, Großbritannien, Schweden und der Schweiz.

### Aktive Mitglieder
| Astronaut               | Nationalität   | Eintrittsdatum    | Missionen                                                                                   | Zubringerflug                                                     | Zeit im All    | Bild |
| ----------------------- | -------------- | ----------------- | ------------------------------------------------------------------------------------------- | ----------------------------------------------------------------- | -------------- | ---- |
| Sophie Adenot           | Frankreich     | 23. November 2022 | - 2026: Flug zur ISS                                                                        | 1. Mission: Nicht bekannt gegeben                                 | ohne Raumflug  |      |
| Pablo Álvarez Fernández | Spanien        | 23. November 2022 | Für Langzeitmissionen qualifiziert, Flug vor 2030 vorgesehen                                |                                                                   | ohne Raumflug  |      |
| Rosemary Coogan         | Großbritannien | 23. November 2022 | Für Langzeitmissionen qualifiziert, Flug vor 2030 vorgesehen                                |                                                                   | ohne Raumflug  |      |
| Samantha Cristoforetti  | Italien        | 20. Mai 2009      | - 2014/15: futura (ISS-Expedition 42 und 43) - 2022: Minerva (ISS-Expedition 67 und 68)     | 1. Mission: Sojus TMA-15M 2. Mission: SpaceX Crew-4               | 370d 5h 45min  |      |
| Alexander Gerst         | Deutschland    | 20. Mai 2009      | - 2014: Blue Dot (ISS-Expeditionen 40 und 41) - 2018: Horizons (ISS-Expeditionen 56 und 57) | 1. Mission: Sojus TMA-13M 2. Mission: Sojus MS-09                 | 362d 1h 51min  |      |
| Raphaël Liégeois        | Belgien        | 23. November 2022 | - 2026: Flug zur ISS, nach dem Flug Adenots                                                 | 1. Mission: Nicht bekannt gegeben                                 | ohne Raumflug  |      |
| Matthias Maurer         | Deutschland    | 1. Juli 2015      | - 2021/22: Cosmic Kiss (ISS-Expeditionen 66 und 67)                                         | 1. Mission: SpaceX Crew-3                                         | 176d 05h 39min |      |
| Andreas Mogensen        | Dänemark       | 20. Mai 2009      | - 2015: Iriss - 2023/24: Huginn (ISS-Expeditionen 69 und 70)                                | 1. Mission: Sojus TMA-18M/Sojus TMA-16M 2. Mission: SpaceX Crew-7 | 208d 22h 33min |      |
| Luca Parmitano          | Italien        | 20. Mai 2009      | - 2013: Volare (ISS-Expeditionen 36 und 37) - 2019: Beyond (ISS-Expeditionen 60 und 61)     | 1. Mission: Sojus TMA-09M 2. Mission: Sojus MS-13                 | 366d 23h 3min  |      |
| Thomas Pesquet          | Frankreich     | 20. Mai 2009      | - 2016: Proxima (ISS-Expeditionen 50 und 51) - 2021: Alpha (ISS-Expeditionen 65 und 66)     | 1. Mission: Sojus MS-03 2. Mission: SpaceX Crew-2                 | 396d 11h 34min |      |
| Marco Sieber            | Schweiz        | 23. November 2022 | Für Langzeitmissionen qualifiziert, Flug vor 2030 vorgesehen.                               |                                                                   | ohne Raumflug  |      |

### Reserve
Reserveastronauten der ESA laut Bekanntgabe der Astronauten-Auswahl 2022. Bislang zwei Mitglieder der Reserve haben seitdem für die Dauer und Vorbereitung einer Raummission zeitlich begrenzt den Status Projektastronaut erhalten. 
| Astronaut           | Nationalität   | Nominierung als Reserveastronaut | Eintrittsdatum in den aktiven Dienst als Projektastronaut | Rückkehr in die Reserve                     | Missionen      | Zubringerflug               | Zeit im All   | Bild |
| ------------------- | -------------- | -------------------------------- | --------------------------------------------------------- | ------------------------------------------- | -------------- | --------------------------- | ------------- | ---- |
| Meganne Christian   | Großbritannien | 23. November 2022                |                                                           |                                             |                |                             | ohne Raumflug |      |
| Anthea Comellini    | Italien        | 23. November 2022                |                                                           |                                             |                |                             | ohne Raumflug |      |
| Sara García Alonso  | Spanien        | 23. November 2022                |                                                           |                                             |                |                             | ohne Raumflug |      |
| John McFall         | Großbritannien | 23. November 2022                |                                                           |                                             |                |                             | ohne Raumflug |      |
| Andrea Patassa      | Italien        | 23. November 2022                |                                                           |                                             |                |                             | ohne Raumflug |      |
| Carmen Possnig      | Österreich     | 23. November 2022                |                                                           |                                             |                |                             | ohne Raumflug |      |
| Arnaud Prost        | Frankreich     | 23. November 2022                |                                                           |                                             |                |                             | ohne Raumflug |      |
| Amelie Schoenenwald | Deutschland    | 23. November 2022                |                                                           |                                             |                |                             | ohne Raumflug |      |
| Aleš Svoboda        | Tschechien     | 23. November 2022                |                                                           |                                             |                |                             | ohne Raumflug |      |
| Sławosz Uznański    | Polen          | 23. November 2022                | 1. September 2023                                         |                                             | - Ignis        | 1. Mission: Axiom Mission 4 |               |      |
| Marcus Wandt        | Schweden       | 23. November 2022                | 1. Juni 2023                                              | Nach Ende der Mission Muninn (Februar 2024) | - 2024: Muninn | 1. Mission: Axiom Mission 3 | 21d 15h 41min |      |
| Nicola Winter       | Deutschland    | 23. November 2022                |                                                           |                                             |                |                             | ohne Raumflug |      |

### Ehemalige Mitglieder
| Astronaut             | Nationalität   | Eintrittsdatum   | Missionen* | Austrittsdatum    | Zeit im All    | Bild                 |
| --------------------- | -------------- | ---------------- | --- | ----------------- | -------------- | -------------------- |
| Maurizio Cheli        | Italien        | 15. Mai 1992     | - 1996: STS-75 | 30. Juni 1996     | 15d 17h 41min  | Maurizio Cheli       |
| Jean-François Clervoy | Frankreich     | 15. Mai 1992     | - 1994: STS-66 - 1997: STS-84 - 1999: STS-103                                                                                                  |                   | 28d 3h 5min    |                      |
| Frank De Winne        | Belgien        | Januar 2000      | - 2002: Sojus TMA-1/Sojus TM-34 (ISS-Odissea) - 2009: Sojus TMA-15 (ISS-Expedition 20/21)                                                      | 1. August 2012    | 198d 17h 34min |                      |
| Pedro Duque           | Spanien        | 15. Mai 1992     | - 1998: STS-95 - 2003: Sojus TMA-3/Sojus TMA-2 (ISS-Cervantes)                                                                                 |                   | 18d 18h 46min  | Pedro Duque          |
| Reinhold Ewald        | Deutschland    | Februar 1999     | - 1997: Sojus TM-25/Sojus TM-24* (Mir97) | 2007              | 19d 16h 34min  | Reinhold Ewald       |
| Léopold Eyharts       | Frankreich     | 1. August 1998   | - 1998: Sojus TM-27/Sojus TM-26* (Mir-Pégase) - 2008: STS-122 (ISS-Expedition 16)                                                              |                   | 68d 20h 30min  |                      |
| Christer Fuglesang    | Schweden       | 15. Mai 1992     | - 2006: STS-116 (ISS-Celsius) - 2009: STS-128 (ISS-Alissé)                                                                                     |                   | 26d 17h 38min  |                      |
| Umberto Guidoni       | Italien        | 1. August 1998   | - 1996: STS-75* - 2001: STS-100 | Juli 2004         | 27d 15h 12min  | Umberto Guidoni      |
| Claudie Haigneré      | Frankreich     | 1. November 1999 | - 1996: Sojus TM-24/Sojus TM-23* (Mir-Cassiopée) - 2001: Sojus TM-33/Sojus TM-32* (ISS-Andromède)                                              | 18. Juni 2002     | 25d 14h 22min  | Claudie Haigneré     |
| Jean-Pierre Haigneré  | Frankreich     | 1. Juni 1998     | - 1993: Sojus TM-17/Sojus TM-16* (Mir-Altair) - 1999: Sojus TM-29* (Mir-Perseus)                                                               | November 1999     | 209d 12h 25min | Jean-Pierre Haigneré |
| André Kuipers         | Niederlande    | Juli 1999        | - 2004: Sojus TMA-4/Sojus TMA-3 (ISS-DELTA) - 2011/2012: Sojus TMA-03M (ISS-Expeditionen 30 und 31)                                            |                   | 203d 15h 51min |                      |
| Ulf Merbold           | Deutschland    | 1978             | - 1983: STS-9 - 1992: STS-42 - 1994: Sojus TM-20/Sojus TM-19 (Euromir 94)                                                                      | 30. August 1998   | 49d 21h 36min  | Ulf Merbold          |
| Marianne Merchez      | Belgien        | 15. Mai 1992     | - ohne Raumflug | 1995              |                |                      |
| Paolo Nespoli         | Italien        | 1. August 1998   | - 2007: STS-120 (ISS-Esperia) - 2010/2011: Sojus TMA-20 (ISS-Expedition 26/27, ISS-MagISStra) - 2017: Sojus MS-05 (ISS-Expedition 52/53, Vita) | November 2018     | 313d 02h 36min |                      |
| Claude Nicollier      | Schweiz        | Juli 1978        | - 1992: STS-46 - 1993: STS-61 - 1996: STS-75 - 1999: STS-103                                                                                   | März 2007         | 42d 12h 5min   | Claude Nicollier     |
| Wubbo Ockels          | Niederlande    | 1978             | - 1985: STS-61-A (D1-Mission) | 1986              | 7d 0h 44min    | Wubbo Ockels         |
| Timothy Peake         | Großbritannien | 20. Mai 2009     | - 2015/16: Sojus TMA-19M (ISS-Expeditionen 46 und 47)                                                                                          | 31. Dezember 2022 | 185d 22h 11min |                      |
| Philippe Perrin       | Frankreich     | Dezember 2002    | - 2002: STS-111* | Mai 2004          | 13d 20h 35m    | Philippe Perrin      |
| Thomas Reiter         | Deutschland    | 15. Mai 1992     | - 1995: Sojus TM-22 (Euromir 95) - 2006: STS-121/STS-116 (ISS-Expedition 13/14) (ISS-Astrolab)                                                 | Oktober 2007      | 350d 4h 55min  | Thomas Reiter        |
| Hans Schlegel         | Deutschland    | 1. August 1998   | - 1993: STS-55* (D2-Mission) - 2008: STS-122                                                                                                   |                   | 22d 18h 2min   |                      |
| Gerhard Thiele        | Deutschland    | 1. August 1998   | - 2000: STS-99 | Oktober 2005      | 11d 5h 39min   | Gerhard Thiele       |
| Michel Tognini        | Frankreich     | 1. November 1999 | - 1992: Sojus TM-15/Sojus TM-14* (Mir-Antares) - 1999: STS-93*                                                                                 | Mai 2003          | 18d 17h 46min  | Michel Tognini       |
| Roberto Vittori       | Italien        | 1. August 1998   | - 2002: Sojus TM-34/Sojus TM-33 (ISS-Marco Polo) - 2005: Sojus TMA-6/Sojus TMA-5 (ISS-Eneide) - 2011: STS-134                                  |                   | 35d 12h 26min  |                      |

- Mit Stern (*) gekennzeichnete Missionen wurden vor Eintritt in das ESA-Astronautenkorps im Auftrag nationaler Organisationen absolviert.